# Distruttore (Timely Comics)
Il Distruttore (Destroyer) è supereroe protagonista di fumetti, una delle prime creazioni di Stan Lee, che lo ha ideato nel 1941 alla Timely Comics, coadiuvato da Jack Binder ai disegni. Durante il corso degli anni, l'identità del personaggio è stata adottata da tre persone: Keen Marlow, Brian Falsworth e Roger Aubrey.

## Biografia del personaggio

### Golden Age
Keen Marlow, un giornalista statunitense, viene scambiato per una spia dai nazisti mentre investigava dietro le linee nemiche. Durante la permanenza in un campo di concentramento, uno scienziato di nome Eric Schimtt (prigioniero per le sue posizioni anti-naziste) gli somministra un siero derivato da quello del supersoldato, che gli amplifica forza e agilità. Marlow riesca a scappare dal campo; realizza un costume in grado di incutere timore ai nemici per combattere i nazisti nella loro stessa nazione.

### Modern Age
Il Distruttore è apparso, nel 1977, nella serie degli Invasori: nonostante le sue origini rimangano inalterate, il personaggio sotto la maschera è diventato l'inglese Brian Falsworth, fratello di Spitfire e figlio di Union Jack. Viene implicato (ma non dichiarato) che il nome di "Keen Marlow" era solo uno pseudonimo, anche se questo non sarà confermato dallo stesso Falsworth. Quest'ultimo, dopo un certo periodo, donerà l'identità di Distruttore all'amico Roger Aubrey (inizialmente noto come Dyna-Mite e membro dei Crociati), per diventare così il secondo Union Jack. Il terzo Distruttore apparirà nelle serie dei Thunderbolts, e diventerà il leader dei V-Battalion.
Nella miniserie del 2009 Progetto Marvels di Ed Brubaker, viene esplicitamente confermato che Keen Marlow, in realtà, era Brian Falsworth in incognito.

## Poteri e abilità
Il Distruttore possiede, grazie al siero ingerito, una forza sovraumana e una resistenza superiore alla norma; è inoltre un abile lottatore.

## Altre versioni
Nel 2009 è stata pubblicata da MAX Comics una miniserie in cinque numeri, intitolata The Destroyer vol. 4. Un ormai anziano Keene Marlow, dopo 60 anni di carriera da supereroe, scopre di avere poco tempo da vivere. Decide così di eliminare il maggior numero di supercriminali che possano, dopo la sua morte, diventare un rischio per la sua famiglia.

## Altri media

### Televisione
Il Distruttore (Keen Marlow), rinominato Keene Marlowe, appare nell'episodio in cinque parti della quinta stagione di Spider-Man - L'Uomo Ragno - I sei guerrieri dimenticati (Six Forgotten Warriors), doppiato da Roy Dotrice. Questa versione è un vecchio collega di Capitan America e amico di Ben Parker che, insieme a Trottola, Miss America, Black Marvel e Thunderer, ha ottenuto i suoi poteri da un tentativo imperfetto di ricreare il processo che ha dato potere a Capitan America durante la seconda guerra mondiale e deve regolarli con un anello speciale.

### Videogioco
Il Distruttore (Brian Falsworth) compare in Marvel Avengers Academy.